# Vikrant Bhardwaj
Vikrant Bhardwaj (Gurgaon, Haryana, India; 5 de septiembre de 1986) es un empresario indo-mexicano, fundador y director ejecutivo del conglomerado VNV Group. Su actividad empresarial se ha desarrollado principalmente en México y Emiratos Árabes Unidos, con enfoque en los sectores náutico, inmobiliario y logístico.

## Primeros años
Bhardwaj nació en Gurgaon, India, y emigró a México en la década de 2000. Inicialmente se estableció en Cancún, Quintana Roo, donde comenzó su trayectoria vinculada al turismo y al sector náutico.

## Fundación de VNV Group
En 2023 adquirió una marina privada en la Zona Hotelera, lo que marcó el inicio formal de VNV Group, una empresa dedicada al alquiler de yates, operación de marinas, desarrollo inmobiliario, suministro náutico y logística.

## Actividades recientes
En 2025, Bhardwaj declaró que los cambios fiscales en México influyeron en la apertura de operaciones en Dubái, donde VNV Group desarrolla proyectos inmobiliarios y logísticos.

## Actividades deportivas
Fuentes locales han señalado su afición a deportes como el triatlón, buceo, kayak y paddle surf, así como su participación en actividades que promueven el turismo activo en Quintana Roo.

## Presencia en medios
Bhardwaj ha sido citado o entrevistado por medios como Diario 24 Horas Quintana Roo, Cancún Activo, Periódico Espacio, Revista 24-7 y Noticias de la Semana, principalmente en relación con el desarrollo empresarial y turístico en Cancún y la expansión de VNV Group.